# Сибай (аэропорт)
Сиба́й — аэропорт города Сибая.
Создан в 1957 году. Общая площадь аэродрома 186 гектаров. Искусственная взлетно-посадочная полоса введена в эксплуатацию в 1994 году, рассчитана для приема самолётов Ил-18, Ан-24, Як-40 и всех более лёгких. Перрон рассчитан на стоянку и обслуживание двух самолетов Ан-24 и пяти самолетов Ан-28 одновременно. В 1994 году введена в эксплуатацию светосигнальная система «Свеча МВЛ» для ночного взлета и посадки воздушных судов. Аэровокзал введен в эксплуатацию в 1974 году, пропускная способность 200 пассажиров в час. В середине 1990-х годов во время реконструкции Магнитогорского аэропорта выполнял роль дублера по приему и отправке московских рейсов.
С 2003 по 2010 годы аэропорт не эксплуатировался.
В июне 2010 года авиакомпания «Аркаим» выполнила технический (пробный) рейс из Уфы на самолёте Л-410. Регулярные пассажирские рейсы в Уфу возобновлены этой же авиакомпанией в июле 2010 на самолётах Л-410. Однако с весны 2011 года рейсы в Сибай и Нефтекамск были отменены. На октябрь 2021 г. аэропорт закрыт. На май 2024 г. обсуждается реконструкция аэропорта.